# Korrelige mestinktzwam
De korrelige mestinktzwam (Narcissea cordispora)  is een schimmel uit de familie Psathyrellaceae. Hij leeft saprotroof, op uitwerpselen, stromest en mesthopen.

## Verspreiding
In Nederland komt de korrelige mestinktzwam zeldzaam voor. Hij staat niet op de rode lijst.